# Mark-Jan Fledderus
Mark-Jan Fledderus (Coevorden, 14 december 1982) is een voormalig Nederlands profvoetballer en huidig voetbalbestuurder. Hij maakte op 9 juni 2017 bekend te stoppen met voetballen om directielid te worden bij Heracles Almelo.

## Biografie
Fledderus begon met voetballen bij amateurclub CSVC. Via C.S.V.C. kwam hij in de jeugd van FC Emmen, maar maakte tijdens deze opleiding de overstap naar sc Heerenveen. Fledderus maakte in het seizoen 2002/03 zijn debuut in de eredivisie voor sc Heerenveen. Na bij Heerenveen voornamelijk als wisselspeler gefungeerd te hebben maakte hij in het seizoen 2003/04 een overstap naar Stormvogels Telstar, in de eerste divisie. Na een stage bij FC Groningen tekende hij daar een contract, maar werd nooit een vaste basisspeler, waarna hij een overstap maakte naar Heracles Almelo. Daar heeft Fledderus zich wel opgewerkt tot basisspeler.
In maart 2011 werd bekend dat Fledderus een contract voor drie seizoenen had getekend bij Roda JC, dat hem transfervrij overneemt van Heracles. Op 26 mei 2013 scoorde hij twee doelpunten uit een vrije trap in het barrageduel tegen Sparta. Daarmee was Roda JC gered in de Eredivisie. Een jaar later, op zaterdag 3 mei 2014, degradeerde hij echter met Roda JC naar de Eerste divisie. In de zomer van 2014 keerde hij terug naar Heracles Almelo.
Op 6 februari 2018 maakte Heracles bekend dat Fledderus per 1 maart technisch manager bij de club zou worden. Het vertrek van Nico-Jan Hoogma als algemeen directeur werd opgevangen door Rob Toussaint.
Op 24 februari 2019 werd de benoeming bekend van Fledderus als technisch directeur bij FC Groningen, waar hij Ron Jans opvolgde. Na bijna vier jaar kwam er op 3 februari 2023 een einde aan zijn dienstverband bij de Groningers. Aanleiding hiertoe waren de slechte prestaties van het eerste team en een falend aankoopbeleid de zomer voorafgaande aan het seizoen.
In mei 2023 werd Fledderus aangesteld als managementadviseur bij Italiaanse voetbalclub Como. 
Enkele maanden na zijn vertrek bij Groningen werd Fledderus ook aangesteld als technisch manager bij de Eredivisie CV. In deze rol werd hij verantwoordelijk voor de sportief technische ontwikkeling van de competitie en haar clubs, met als ambitie om de algehele kwaliteit daarvan te verbeteren.
In januari 2024 kwam Fledderus in het nieuws omdat hij in zijn debuutwedstrijd voor VV HSC, tegen VV ODV, een tegenstander in het gezicht raakte. Hij besloot hierna te stoppen bij HSC. 
Op 4 maart 2024 werd bekend dat Fledderus vertrok bij de Eredivisie CV. 

## Clubstatistieken
| Seizoen         | Club            | Competitie      | Competitie | Competitie | Beker | Beker | Internationaal | Internationaal | Overig | Overig | Totaal | Totaal |
| Seizoen         | Club            | Competitie      | Wed.       | Dlp.       | Wed.  | Dlp.  | Wed.           | Dlp.           | Wed.   | Dlp.   | Wed.   | Dlp.   |
| --------------- | --------------- | --------------- | ---------- | ---------- | ----- | ----- | -------------- | -------------- | ------ | ------ | ------ | ------ |
| 2002/03         | SC Heerenveen   | Eredivisie      | 1          | 0          | 0     | 0     | 0              | 0              | 0      | 0      | 1      | 0      |
| 2003/04         | SC Heerenveen   | Eredivisie      | 3          | 0          | 0     | 0     | 0              | 0              | 0      | 0      | 3      | 0      |
| 2003/04         | Telstar         | Eerste divisie  | 10         | 1          | 0     | 0     | 0              | 0              | 0      | 0      | 10     | 1      |
| 2004/05         | FC Groningen    | Eredivisie      | 19         | 1          | 2     | 0     | 0              | 0              | 0      | 0      | 21     | 1      |
| 2005/06         | FC Groningen    | Eredivisie      | 23         | 4          | 2     | 1     | 0              | 0              | 4      | 1      | 29     | 6      |
| 2006/07         | FC Groningen    | Eredivisie      | 18         | 1          | 1     | 0     | 2              | 1              | 2      | 0      | 23     | 2      |
| 2007/08         | FC Groningen    | Eredivisie      | 29         | 3          | 1     | 0     | 0              | 0              | 4      | 0      | 34     | 3      |
| Club totaal     | Club totaal     | Club totaal     | 89         | 9          | 6     | 1     | 2              | 1              | 10     | 1      | 107    | 12     |
| 2008/09         | Heracles Almelo | Eredivisie      | 15         | 2          | 1     | 0     | 0              | 0              | 0      | 0      | 16     | 2      |
| 2009/10         | Heracles Almelo | Eredivisie      | 26         | 1          | 3     | 1     | 0              | 0              | 2      | 0      | 31     | 2      |
| 2010/11         | Heracles Almelo | Eredivisie      | 31         | 7          | 1     | 0     | 0              | 0              | 2      | 0      | 34     | 7      |
| Club totaal     | Club totaal     | Club totaal     | 72         | 10         | 5     | 1     | 0              | 0              | 4      | 0      | 81     | 11     |
| 2011/12         | Roda JC         | Eredivisie      | 23         | 1          | 1     | 0     | 0              | 0              | 0      | 0      | 24     | 1      |
| 2012/13         | Roda JC         | Eredivisie      | 33         | 4          | 1     | 0     | 0              | 0              | 4      | 2      | 38     | 6      |
| 2013/14         | Roda JC         | Eredivisie      | 23         | 5          | 2     | 1     | 0              | 0              | 0      | 0      | 25     | 6      |
| Club totaal     | Club totaal     | Club totaal     | 79         | 10         | 4     | 1     | 0              | 0              | 4      | 2      | 87     | 13     |
| 2014/15         | Heracles Almelo | Eredivisie      | 33         | 1          | 3     | 0     | 0              | 0              | 0      | 0      | 36     | 1      |
| 2015/16         | Heracles Almelo | Eredivisie      | 30         | 2          | 2     | 0     | 0              | 0              | 2      | 0      | 34     | 2      |
| 2016/17         | Heracles Almelo | Eredivisie      | 4          | 0          | 0     | 0     | 0              | 0              | 0      | 0      | 4      | 0      |
| Club totaal*    | Club totaal*    | Club totaal*    | 139        | 13         | 10    | 1     | 0              | 0              | 6      | 0      | 155    | 14     |
| Carrière totaal | Carrière totaal | Carrière totaal | 321        | 33         | 20    | 3     | 2              | 1              | 20     | 3      | 363    | 40     |